# النا، بلغارستان
النا شهری در استان ولیکو ترنوو کشور بلغارستان است که جمعیت آن در سال ۲۰۰۱ میلادی ۶٬۴۱۲ نفر بوده‌است.

## نگارخانه

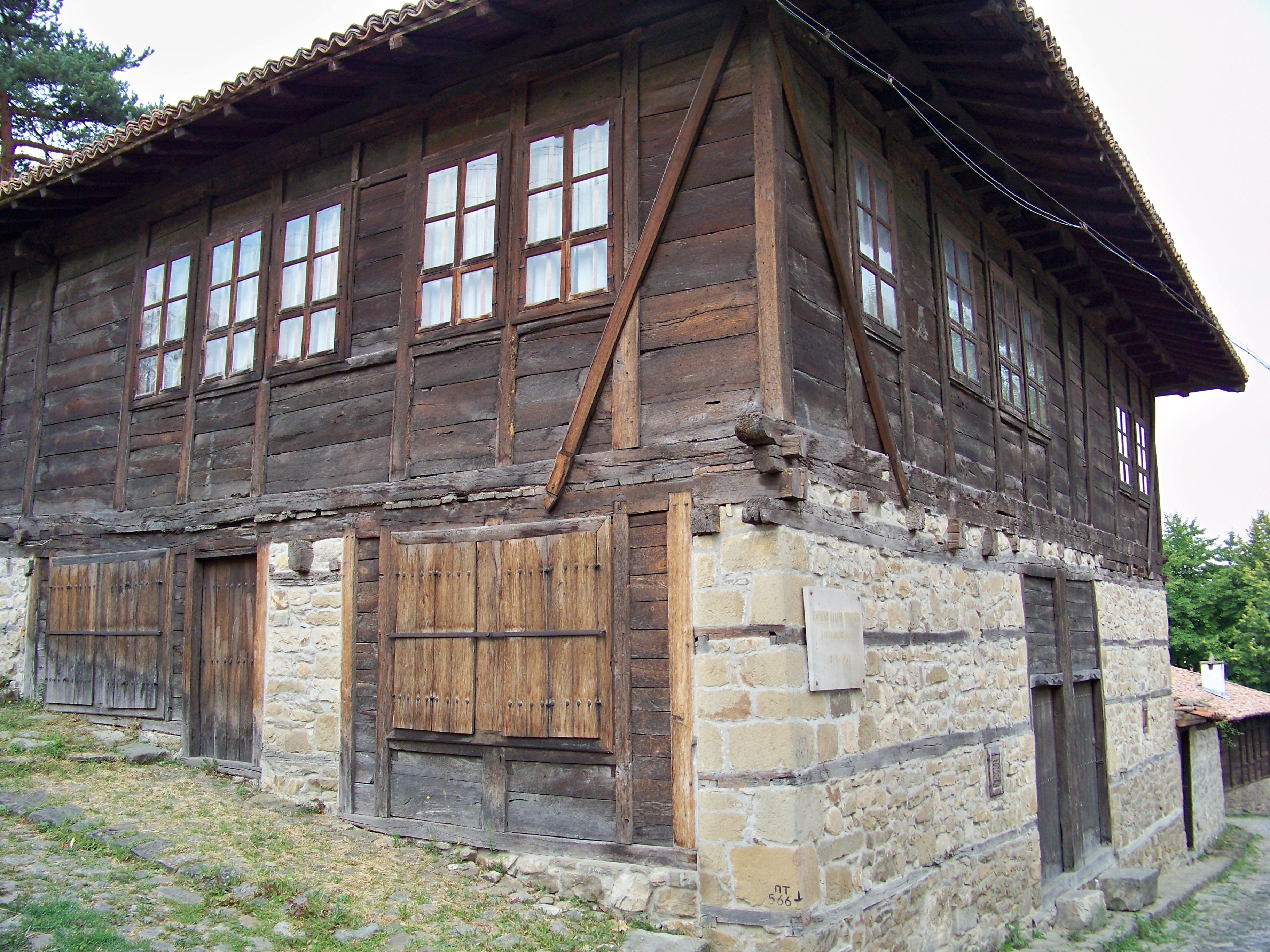
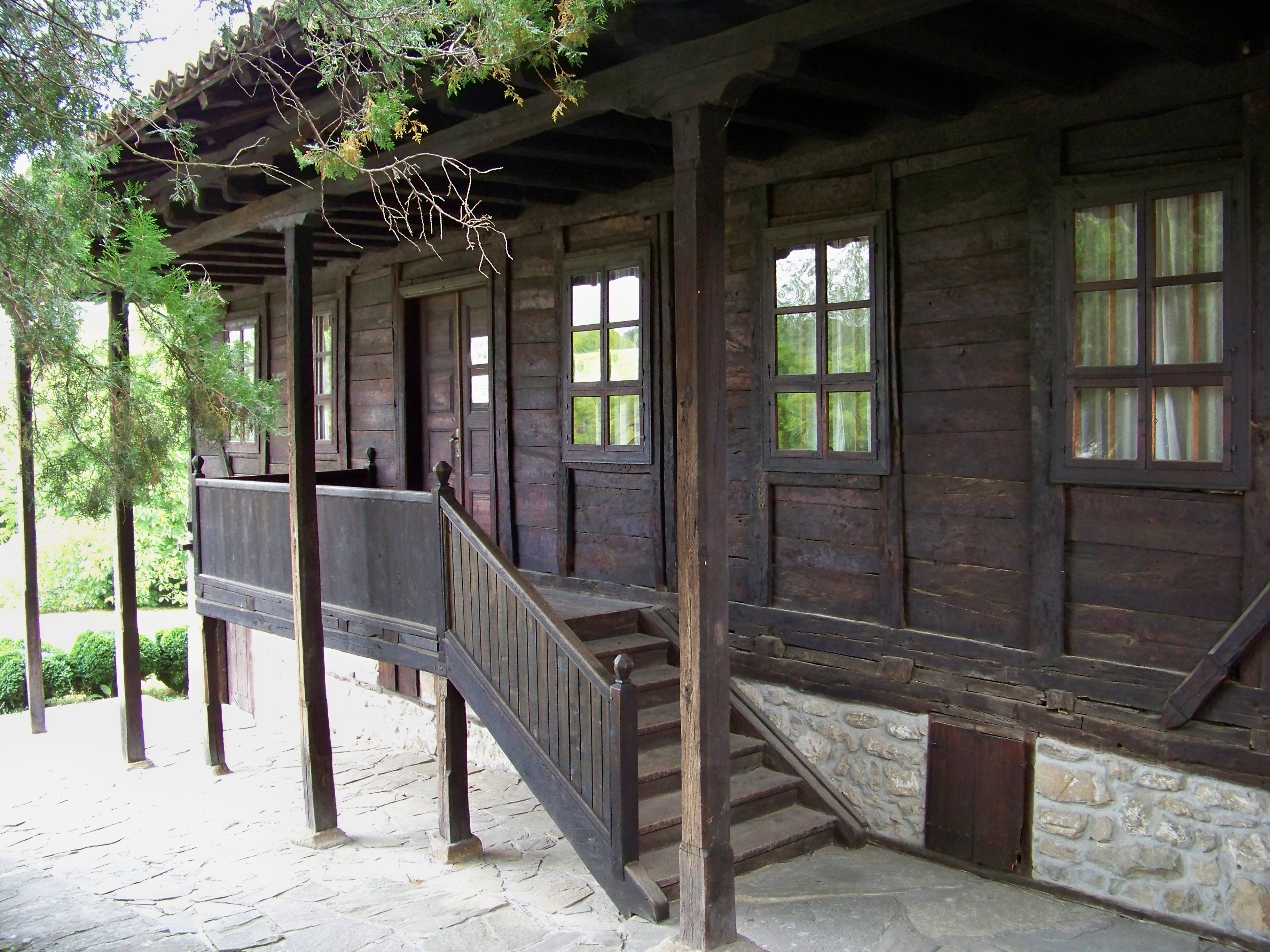
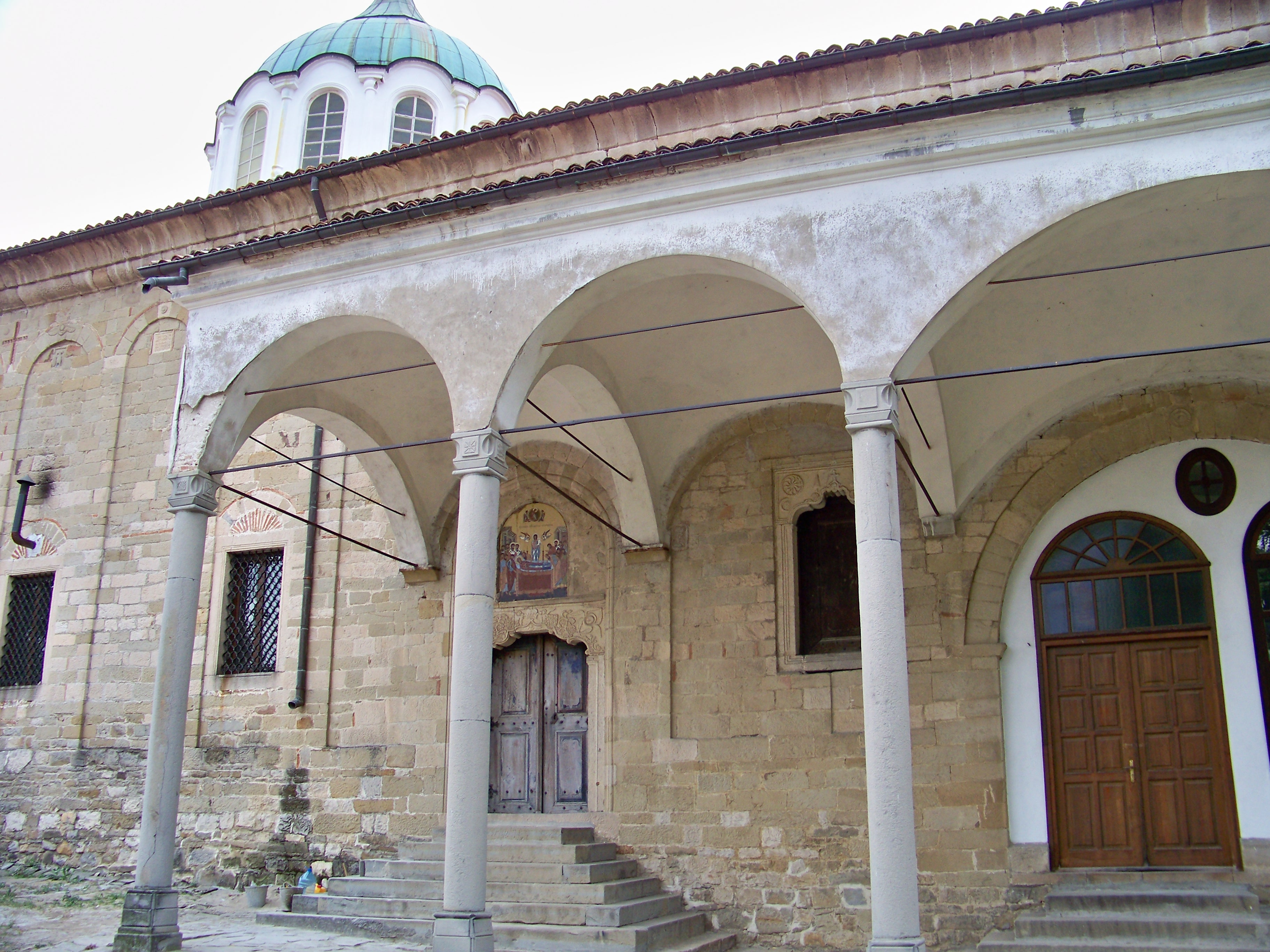
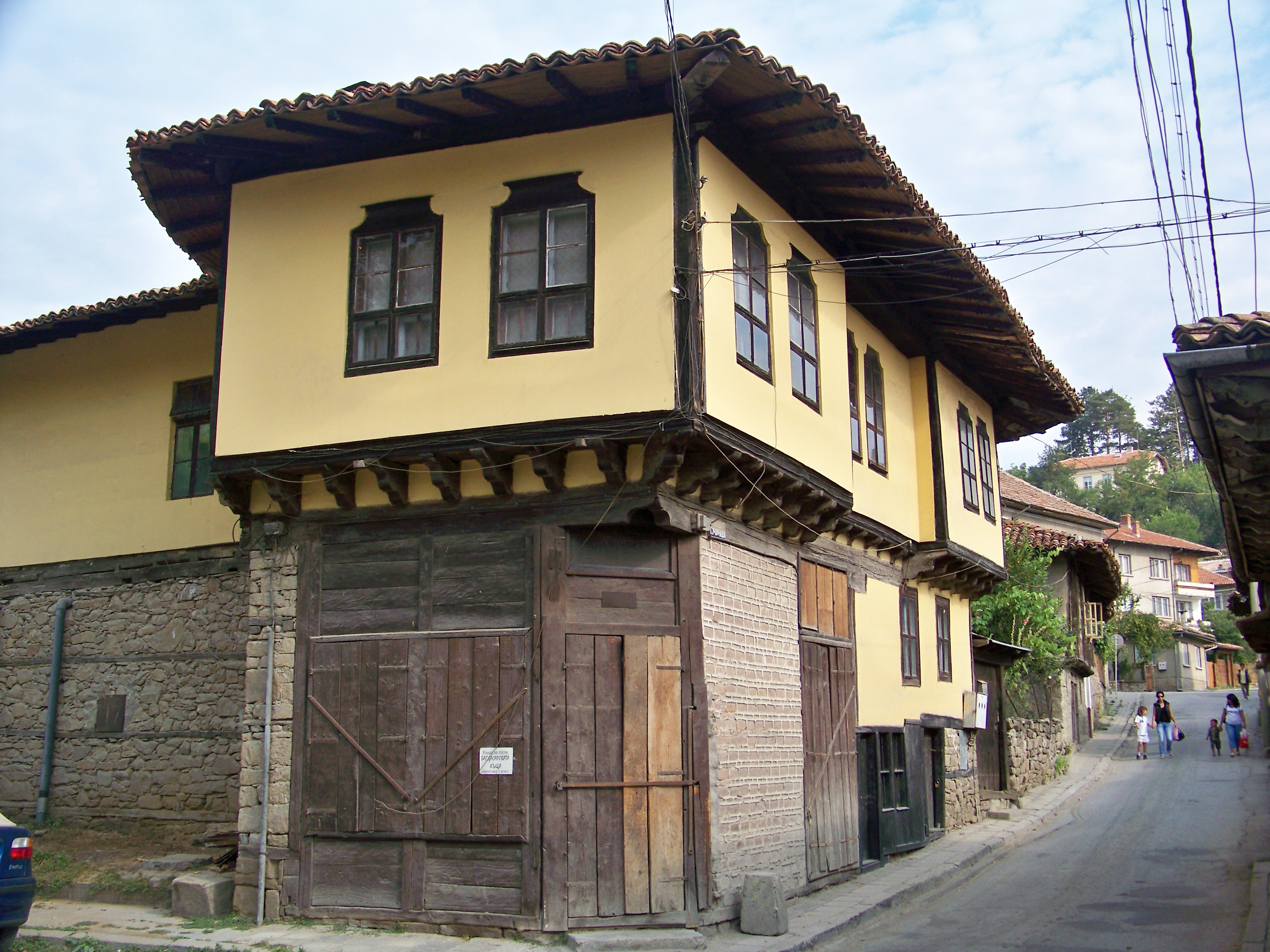
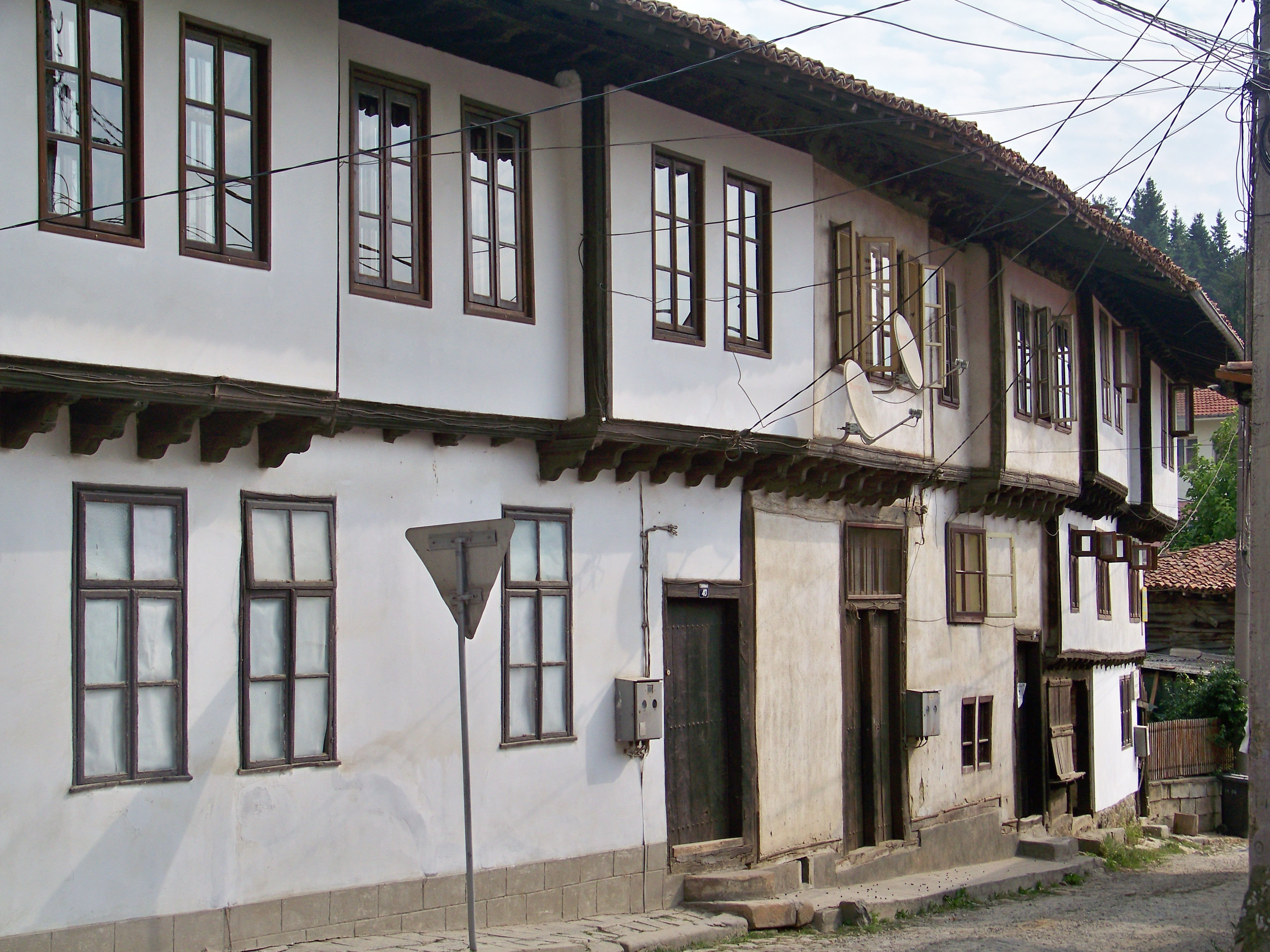